# Bicyclopropylideen
Bicyclopropylideen is een organische verbinding die bestaat uit twee cyclopropylgroepen die verbonden zijn door een dubbele binding. Door de aanwezigheid van de exocyclische dubbele binding als de cyclopropylgroepen met hoge ringspanning is de verbinding zeer reactief.

## Synthese
De synthese van deze verbinding werd voor het eerst gepubliceerd in het begin van de jaren 70. Het ging daarbij om zeer kleine hoeveelheden van de stof; niet eens genoeg om een volledige spectroscopische en structurele analyse te kunnen uitvoeren.
Een syntheseweg die bruikbare hoeveelheden van de stof opleverde werd pas mogelijk dankzij de ontdekking van de Koelinkovitsj-reactie voor de synthese van cyclopropanolderivaten in 1989. Hiermee kan uit methylcyclopropaancarboxylaat (de methylester van cyclopropaancarbonzuur) (1) het alcohol 1-cyclopropylcyclopropanol (2) bereid worden. Deze reactie gaat door onder invloed van titanium(IV)isopropoxide en het Grignard-reagens ethylmagnesiumbromide. Het alcohol kan dan omgezet worden in het overeenkomstig bromide (3), met behulp van dibroom en trifenylfosfine. Na de dehydrobrominering daarvan met kalium-tert-butoxide wordt ten slotte bicyclopropylideen (4) bekomen. Uitgaande van 100 gram van het startmateriaal kan ongeveer 50 gram bicyclopropylideen verkregen worden.

## Eigenschappen en reacties
Bicyclopropylideen heeft een relatief hoge HOMO (hoogste bezette moleculaire orbitaal) en reageert met een groot aantal elektrofiele en cyclofiele verbindingen tot complexe, al dan niet heterocyclische verbindingen, in goede opbrengst. Het gaat cycloadditiereacties aan op minstens zes verschillende manieren. Een van deze additieproducten, spiro[2.3]hexan-4-on, wordt gebruikt bij de synthese van inhibitoren van het hepatitis C-virus.
Bicyclopropylideen is ook een ligand die complexen vormt met overgangsmetalen als kobalt en titanium.